# Linfonodo sentinella

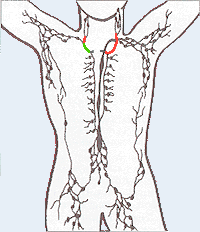
Sistema linfatico

Per linfonodo sentinella (L.S.) s'intende il primo linfonodo a essere raggiunto da eventuali metastasi a partenza dai tumori maligni che diffondono per via linfatica.

## Anatomia

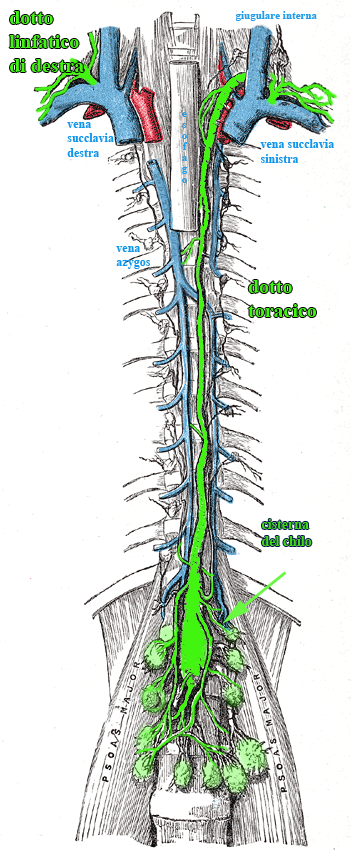
I grandi tronchi linfatici

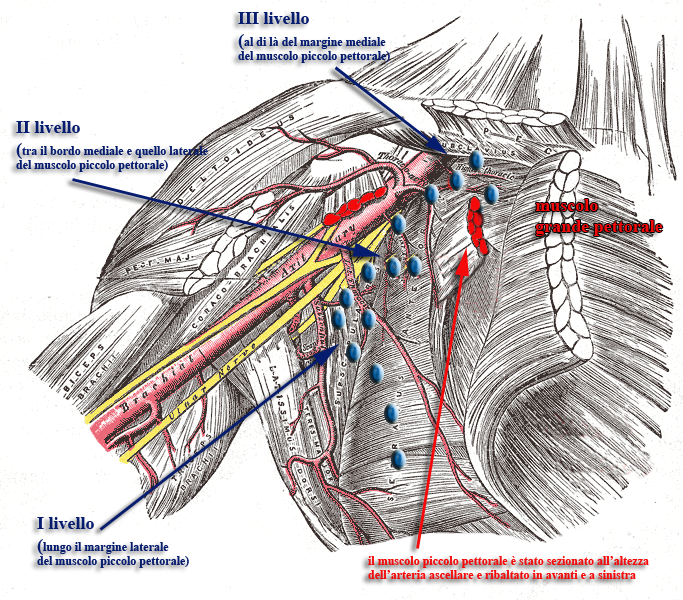
Linfatici della catena ascellare

Il sistema linfatico è formato da una fitta rete di piccoli canali periferici, i capillari linfatici che, dopo aver raccolto la linfa dagli spazi intercellulari, la drenano in vasi di diametro maggiore, i collettori linfatici. I collettori, analogamente a quanto accade per le vene, confluiscono in vasi di calibro crescente per terminare in due grossi tronchi: il dotto linfatico destro, che raccoglie la linfa della porzione sopra-diaframmatica destra del corpo ed è tributario della vena succlavia destra, e il dotto toracico, cui giunge tutta la linfa delle regioni sotto-diaframmatiche più quella della parte sopra-diaframmatica sinistra, tributario della vena succlavia sinistra. Per il tramite delle succlavie, afferenti alla vena cava superiore, la circolazione linfatica termina immettendosi in quella ematica.
Il percorso dei collettori linfatici è interrotto dai linfonodi, strutture specifiche formate da tessuto linfoide aggregato in noduli, che possono essere unici o più spesso raggruppati in vere e proprie stazioni linfonodali o linfocentri. La sequenza di collettori e linfonodi costituisce le catene linfatiche che decorrono affiancate ai vasi sanguigni, cosa che peraltro ne agevola l'identificazione nel corso degli interventi chirurgici, da cui prendono il nome: catena linfatica dell'arteria gastrica, catena linfatica para-aortica, catena linfatica dell'arteria mammaria interna, catena linfatica dell'arteria mesenterica inferiore.
I linfonodi, in quanto centri nodali della rete linfatica, rappresentano il punto d'arrivo dei collettori pre-nodali, provenienti anche da zone diverse, e di partenza dei collettori post-nodali, in numero minore rispetto a quelli afferenti, rivolti in varie direzioni. Ciò determina la caratteristica del sistema linfatico per cui un distretto anatomico o un determinato organo, avvolto in una fitta ragnatela di capillari, può drenare verso una o più catene linfatiche e ogni stazione linfonodale, a sua volta, può ricevere linfa anche da più organi o distretti anatomici.
Un organo che si presta bene alla esemplificazione di questo concetto è la mammella che può drenare, oltre che verso il diaframma e la parete toracica, in particolare nei:
- linfonodi posti medialmente alla ghiandola e che formano la catena dell'arteria mammaria interna, tributaria del linfocentro sopraclavicolare
- linfonodi della mammella contro-laterale
- linfonodi della catena linfatica ascellare che partendo dalla ghiandola si porta in alto verso il cavo omonimo. I linfonodi di questo linfocentro sono in media una trentina e sono distribuiti in sottogruppi variamente classificati. Un criterio è quello di identificarli in base alla loro posizione rispetto al muscolo piccolo pettorale (M.P.P.):
  - linfonodi dell'ascella inferiore o di I livello posti lateralmente al bordo esterno del M.P.P.
  - linfonodi dell'ascella media o di II livello, posti tra il bordo mediale e quello laterale del M.P.P.
  - linfonodi dell'apice dell'ascella o di III livello, posti medialmente al margine interno del muscolo.

Numerose ricerche riguardanti la dinamica del drenaggio linfatico della mammella hanno dimostrato che la quasi totalità della linfa proveniente dalla ghiandola segue la via ascellare, mentre una parte minima intorno all'1-3% segue la via mammaria interna.

## Diffusione metastatica dei tumori

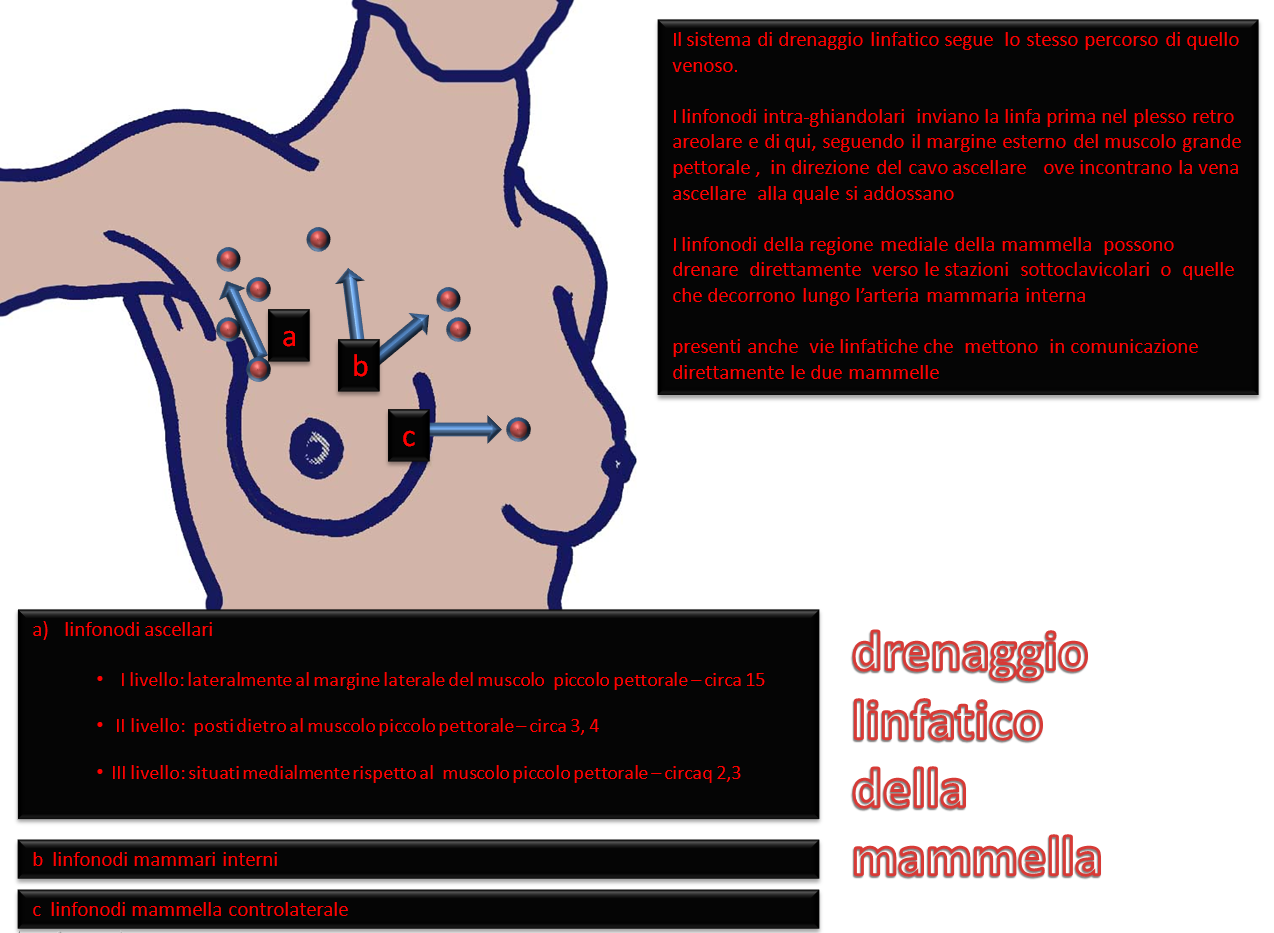
Drenaggi linfatici della mammella

La principale caratteristica dei tumori maligni, oltre all'aggressività locale, dovuta alla capacità di infiltrare e distruggere i tessuti e le strutture circostanti, è quella di disseminare metastasi per via ematica e/o linfatica.
Nella diffusione per via linfatica le cellule malate, dopo essersi staccate dal tumore, invadono i capillari e/o i collettori e, seguendo il flusso della linfa, raggiungono i linfonodi, dove, almeno temporaneamente, rimangono bloccate. Successivamente, infatti, possono passare nei collettori post-linfonodali portandosi in altri linfonodi, e così via, fino a concludere il loro percorso nei tronchi linfatici principali e di lì nella circolazione ematica.
A questo punto le metastasi, trasportate dal sangue in ogni parte dell'organismo, possono colonizzare dovunque riproducendo il tumore da cui sono originate.
La diffusione delle metastasi per via linfatica presenta alcuni aspetti peculiari rispetto a quella che segue la via ematica.
È più lenta, perché deve seguire l'intero percorso linfatico (venendo anche frenata, come detto, dai linfonodi) prima di raggiungere il circolo sanguigno e diventare sistemica.
Procede in modo sequenziale, nel senso che le metastasi, avanzando lungo la catena linfatica, invadono i linfonodi incominciando da quello che incontrano per primo (il linfonodo sentinella), e proseguendo via via con tutti gli altri fino a coinvolgere l'intero linfocentro.
Risulta prevedibile in quanto segue le catene linfatiche e raggiunge le stazioni linfatiche tributarie dell'organo colpito dalla neoplasia.
Per questo motivo in chirurgia oncologica è importante conoscere la topografia delle vie di drenaggio dei visceri e distretti anatomici. Ciò consente al chirurgo di prelevare un linfonodo, di regola il linfonodo sentinella,  o più linfonodi in sequenza, da sottoporre a esame istologico estemporaneo.
Il numero e il grado di coinvolgimento dei linfonodi esaminati fornirà informazioni utili sulla aggressività del tumore e sulla entità della sua diffusione loco-regionale e consentirà di effettuare la stadiazione della malattia (lo stato dei linfonodi costituisce uno dei tre parametri impiegati per la Classificazione TNM) e di stabilirne la prognosi. Servirà infine a orientare l'operatore verso il tipo di intervento che meglio garantisca la necessaria radicalità chirurgica.

## Radicalità chirurgica nella chirurgia senologica
Il concetto di radicalità è basato sul principio che l'asportazione chirurgica di un tumore maligno, per essere veramente completa, deve comprendere in blocco il tessuto malato, quelli circostanti e le catene linfatiche locali.

L'intervento, anche se destruente e mutilante, come nel caso della mastectomia radicale, si rende necessario per impedire che una exeresi limitata lasci in loco strutture che, anche se apparentemente indenni, potrebbero invece essere state già invase dalla neoplasia e diventare successivamente focolaio di disseminazione metastatica.

Questo criterio nasceva dall'ipotesi, dominante alla fine del XIX secolo, che le neoplasie fossero malattie a carattere locale quindi inizialmente circoscritte e capaci di dare metastasi soltanto nelle fasi più avanzate. Di conseguenza mentre in presenza dei tumori più grossi la terapia chirurgica imponeva l'exeresi allargata con la speranza che non fosse tardiva, nei tumori più piccoli e quindi più recenti essa veniva considerata indispensabile per bloccare il rischio di future disseminazioni metastatiche.
Questa concezione improntò particolarmente il trattamento chirurgico del cancro della mammella dove in nome della radicalità si giunse a praticare addirittura, in casi selezionati, la mastectomia associata all'amputazione interscapolare, intervento che fortunatamente fu presto abbandonato.
L'acquisizione nel tempo di nuove conoscenze relative alla biologia dei tumori, e in particolare la scoperta che le neoplasie maligne devono essere considerate malattie sistemiche in quanto capaci di diffondere cellule metastatiche già al loro esordio, ha portato negli anni a una revisione del concetto di radicalità, con ripercussioni significative sull'approccio chirurgico in particolare ai tumori in fase iniziale e che rappresentano attualmente la quota predominante.
Oggi si ritiene che per queste neoplasie non sia opportuno ricorrere a demolizioni ampie solo per motivi profilattici quando vi sono molte probabilità che le metastasi periferiche siano già presenti. È più opportuna una exeresi limitata comunque sufficiente a eradicare il tessuto malato, lasciando alla terapia adiuvante il compito di combattere le eventuali disseminazioni sistemiche.
Al vecchio concetto piccolo tumore... grande intervento si è sostituito l'altro: piccolo tumore... piccolo intervento.
Per quanto riguarda il ruolo della linfadenectomia vale lo stesso principio. L'asportazione dei linfonodi invasi dalle cellule tumorali è opportuna e necessaria. Ma quella dei linfonodi liberi da malattia appare inutile e dannosa, considerata la funzione immunitaria e di filtro del tessuto linfatico.
In alcuni casi, e uno di questi è rappresentato dal cancro della mammella in fase iniziale, lo svuotamento della catena linfatica ascellare indenne risulta addirittura spropositato nell'ottica di una chirurgia che, come giustamente si pretende nel rispetto della fisicità femminile, sia minimamente invasiva.
Peraltro è noto che nel caso di quest'organo la via di diffusione metastatica predominante è quella linfatica per cui la linfadenectomia radicale, in mancanza di indagini strumentali capaci di stabilire il grado di coinvolgimento dei linfonodi, ha rappresentato da sempre un caposaldo della chirurgia oncologica della mammella, oltretutto per la capacità di fornire dati essenziali alla stadiazione e prognosi della malattia.
La biopsia con esame istologico estemporaneo del linfonodo sentinella ha dimostrato di poter sopperire a entrambe le esigenze: quella di evitare una linfadenectomia inutile e quella di poter fornire le indicazioni necessarie considerato il suo alto valore predittivo.

## Tecnica della biopsia a livello mammario

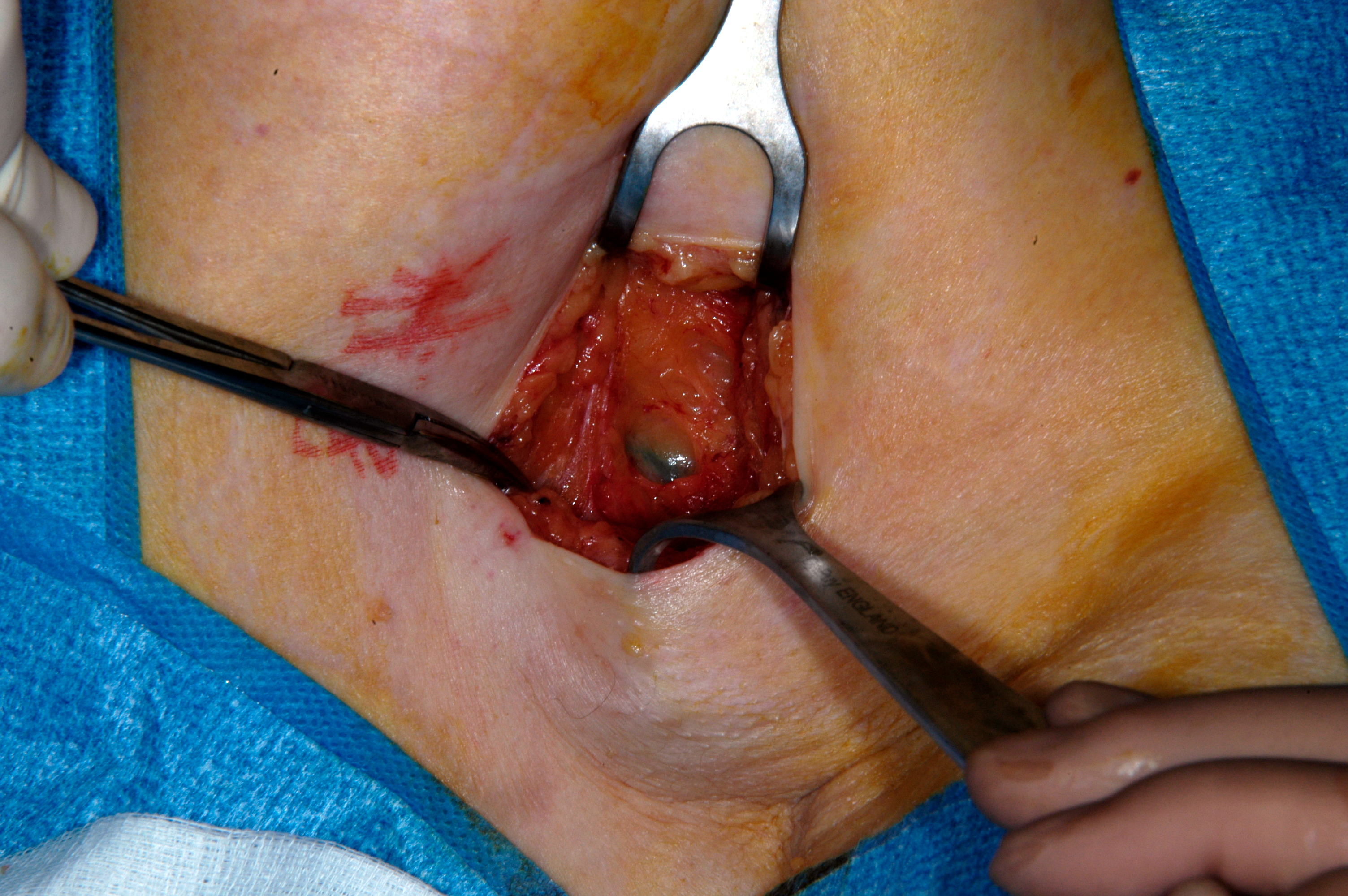
Colorazione vitale di un Linfonodo Sentinella in sede ascellare

I primi esperimenti furono fatti utilizzando il metodo della colorazione vitale che consiste nell'iniettare qualche minuto prima dell'intervento patent blu - V o biosolfan blu in prossimità del tumore. Il colorante diffonde rapidamente nella rete linfatica raggiungendo il linfonodo sentinella, che può essere agevolmente identificato per la sua colorazione blu.
La percentuale piuttosto alta di insuccessi portò alla sperimentazione di metodi alternativi basati sull'impiego di traccianti radioattivi e che diedero risultati migliori.
A tale scopo si inietta nella regione peritumorale, per via intra o sotto-dermica albumina sierica marcata con tecnezio (99 m) che abbastanza rapidamente raggiunge il L.S.
Questa tecnica, rispetto alla precedente, è molto più indaginosa e costosa perché richiede ambienti protetti e personale specializzato in medicina nucleare ma è quella maggiormente praticata nei centri di senologia. Volendo, dopo qualche ora, si può eseguire una scintigrafia che fissa l'immagine della diffusione del tracciante nella rete linfatica e consente di individuare il L.S. che viene marcato in modo indelebile in corrispondenza della sua proiezione cutanea.
Al momento dell'intervento il chirurgo riesce a reperire il linfonodo sentinella osservandone la colorazione blu, se è stato usato il colorante vitale, o rilevandone l'alto tasso di radioattività, dovuto alla concentrazione del tracciante, mediante una sonda speciale, Gamma Probe, fatta passare in corrispondenza dell'area linfonodale (che può essere stata precedentemente marcata nel corso della scintigrafia).
È allo studio un metodo sperimentale, volto a evidenziare il linfonodo sentinella nel cavo ascellare senza ricorrere a traccianti radioattivi. Il protocollo di ricerca, validato dal Ministero della Salute, prevede l'utilizzo di un colorante biologico e non radioattivo – il verde indocianina o ICG. L'ICG viene iniettato sottocute nel quadrante interessato dalla neoplasia, in sala operatoria, appena dopo l'induzione dell'anestesia generale. A questo punto, stimolato da una lampada a raggi infrarossi, il colorante diventa fluorescente e si può vedere e seguire il suo percorso sottocute, fino al raggiungimento del linfonodo sentinella.
La corretta individuazione del linfonodo sentinella, in mani esperte, raggiunge valori molto alti, del 95-99%, se vengono usati insieme il colorante vitale e il tracciante radioattivo e consente di esaurire il trattamento chirurgico della neoplasia in un'unica seduta.

## Significato del L.S.
La metodica è stata proposta negli anni settanta nella terapia del cancro del pene e del testicolo. Nel 1989 cominciò a essere impiegata nel trattamento del melanoma e successivamente, alla metà degli anni novanta, in quello del cancro della mammella per estendersi, infine, a tutti gli organi.
Il successo della tecnica, che ormai è parte integrante della terapia chirurgica dei tumori maligni, è legato all'importanza delle risposte che l'esame istologico può fornire:
1. La presenza di metastasi nel L.S. attesta che è in atto una diffusione locale del tumore. Non permette di stabilire il grado di coinvolgimento della catena linfatica ma, avendone accertato lo stato patologico, pone un'indicazione precisa all'exeresi della neoplasia 'allargata' anche a questa struttura (linfoadenectomia radicale).
2. Il mancato riscontro di cellule neoplastiche nel L.S. porta a escludere la diffusione della malattia, almeno a livello linfatico. In questo caso tuttavia si possono sollevare alcune obiezioni:

- il risultato potrebbe essere negativo in quanto per errore tecnico o per preparazione insufficiente non è stato prelevato il linfonodo sentinella.
- si potrebbe trattare di un 'falso negativo'. Cosa possibile ammettendo che le metastasi, per qualche motivo, abbiano saltato il L.S. raggiungendo direttamente quelli successivi.
- la mancanza di metastasi nel linfonodo sentinella non esclude che possano essere presenti in altre vie linfatiche.

A questi dubbi, che in qualche misura inficiano l'attendibilità dell'esame, sono state date risposte convincenti, nel corso degli anni, da numerosi studi scientifici sull'argomento. Nella maggior parte dei casi si tratta di ricerche che riguardano la patologia mammaria, settore in cui la biopsia del linfonodo sentinella si è rapidamente affermata come valida alternativa allo svuotamento linfatico del cavo ascellare. Oggi pertanto si ritiene che:
- l'impiego combinato del metodo della colorazione vitale associato a quello radioisotopico permette di identificare il L.S. nella quasi totalità dei casi (dal 93% al 99%)[13][14]
- dal punto di vista della stadiazione oncologica la biopsia del solo L.S. si pone come valida alternativa alla dissezione ascellare radicale essendo risultata predittiva in oltre il 95% dei casi[15][16][17].
- la presenza di metastasi nel linfonodo sentinella giustifica la linfoadenectomia radicale ascellare. La loro assenza, in una determinata categoria di tumori, la controindica.[18][19][20][21]

## Indicazioni e controindicazioni
La biopsia del L.S. ha delle indicazioni ben precise:
- È opportuna in presenza di tumori singoli di diametro inferiore o uguale a 3 cm, quindi riconducibile, nella Classificazione TNM a un T1-T2, e in cui i linfonodi ascellari non siano apprezzabili clinicamente. Poiché, relativamente a questo gruppo, si calcola che i linfonodi siano coinvolti in circa il 30% dei casi, ciò significa che nel restante 60-70% delle donne non sono presenti metastasi e che quindi una biopsia del L.S. con esito negativo serve a evitare a due donne su tre una linfoadenectomia inutile.

Le controindicazioni alla biopsia sono:
- La multicentricità della neoplasia intesa come presenza di aree tumorali in quadranti diversi della stessa mammella.
- I tumori di diametro superiore ai 3 cm. In questi casi la possibilità di metastasi nei linfonodi ascellari è superiore al 60% e inoltre è molto alto il rischio che il L.S. possa essere 'saltato'.
- La presenza di linfonodi apprezzabili clinicamente.
- Lo stato di gravidanza o allattamento.

## Conclusioni
La biopsia del L.S. è entrata stabilmente nel protocollo del trattamento chirurgico di molti tumori maligni riscuotendo particolari consensi in campo senologico ove si pone come alternativa alla linfoadenectomia ascellare. Le ragioni di questa preferenza possono essere così sintetizzate:
- I tumori maligni hanno una capacità metastatizzante che è in funzione della loro grandezza. Alta in quelli di maggiore volume, si calcola intorno al 10% per quelli di circa 1 cm e pari al 5% nelle neoplasie di 0,5 cm. Pertanto non è accettabile la decisione di astenersi per principio dalla linfadenectomia in presenza dei tumori più piccoli.
- Appare scontato che la diagnosi del cancro della mammella sarà sempre più precoce e i tumori saranno svelati in una fase a bassa capacità metastatica per cui, in questi casi, la linfadenectomia di principio sarebbe eccessiva.
- La linfoadenectomia ascellare risponde completamente a ogni esigenza di tipo diagnostico e prognostico ma è un intervento molto invasivo, è gravato da alcune complicazioni anche gravi (linfedema), richiede maggiori tempi di recupero e quindi comporta aumento dei tempi di degenza e aggravi dei costi sanitari e sociali.
- La biopsia del L.S. ha un'alta capacità predittiva che, in caso di negatività, raggiunge valori intorno al 96%. Pertanto la possibilità che gli altri linfonodi della catena siano coinvolti è di circa il 4% e una eventuale ripresa locale della malattia non supera il 3% dei casi.

Pertanto sembra razionale subordinare l'eventuale linfoadenectomia a quei casi in cui la biopsia del L.S. accerti una compromissione metastatica della catena linfatica. In caso contrario la sua negatività servirà a fornire un elemento utile alla stadiazione della malattia ai fini prognostici e terapeutici, concludendo di fatto il trattamento chirurgico.
Può accadere tuttavia che si debba fare ricorso a un nuovo intervento a seguito di una discrepanza tra i risultati dell'esame istologico 'estemporaneo' e quelli dell'esame 'definitivo', allestito di norma dall'anatomo patologo per una valutazione più accurata e definitiva. Che il secondo esame evidenzi metastasi sfuggite al primo è improbabile, mentre è possibile che l'esame di un maggior numero di sezioni di tessuto, a volte dello spessore di pochi micron, permetta di svelare la presenza di micro-metastasi.
Inizialmente la presenza di micro-metastasi poneva l'indicazione alla linfoadenectomia da eseguire nel corso di un secondo intervento, ma col tempo e grazie ai risultati di numerosi lavori si è giunti alla conclusione che essa può essere anche evitata e sostituita con una opportuna terapia citostatica o radiante.
Questa posizione non è unanimemente condivisa e il trattamento in presenza di micro-metastasi da alcuni viene considerato un autentico 'dilemma'.